# جو مورای (پویانما)
جو مورای (انگلیسی: Joe Murray؛ زادهٔ ۳ مهٔ ۱۹۶۱) یک پویانما اهل ایالات متحده آمریکا است. وی از سال ۱۹۸۷ میلادی تاکنون مشغول فعالیت بوده‌است.